# Große Moschee Buggingen

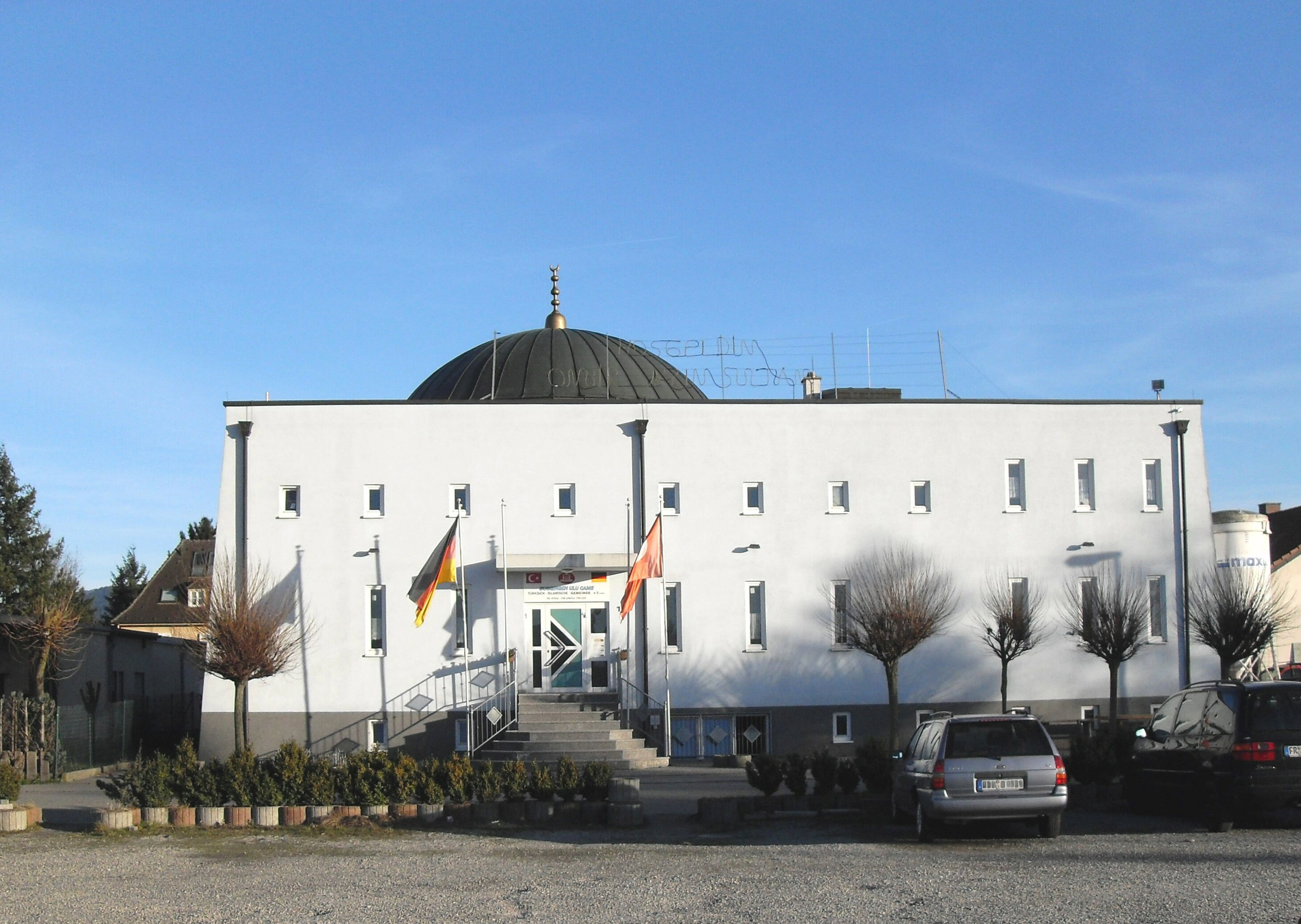
Große Moschee Buggingen

Die Große Moschee in Buggingen (Buggingen Ulu Camii) im Landkreis Breisgau-Hochschwarzwald in Baden-Württemberg ist eine Moschee der Türkisch-Islamischen Union der Anstalt für Religion (DITIB). Sie steht etwas außerhalb des kleinen Dorfes im Gewerbegebiet Kalisiedlung. Im Kalibergwerk von Buggingen arbeiteten ursprünglich über tausend Menschen, darunter mehrere hundert Gastarbeiter aus der Türkei, die dann aber dauerhaft mit ihren Familien im Ort wohnen blieben. Dies war Anlass für den Bau der Moschee von 1995 bis 2002. Sie ist eine der größten Moscheen des Bundeslandes und bietet Platz für 200 Gläubige. Örtlicher Träger ist der Türkisch-Islamische Verein Buggingen.

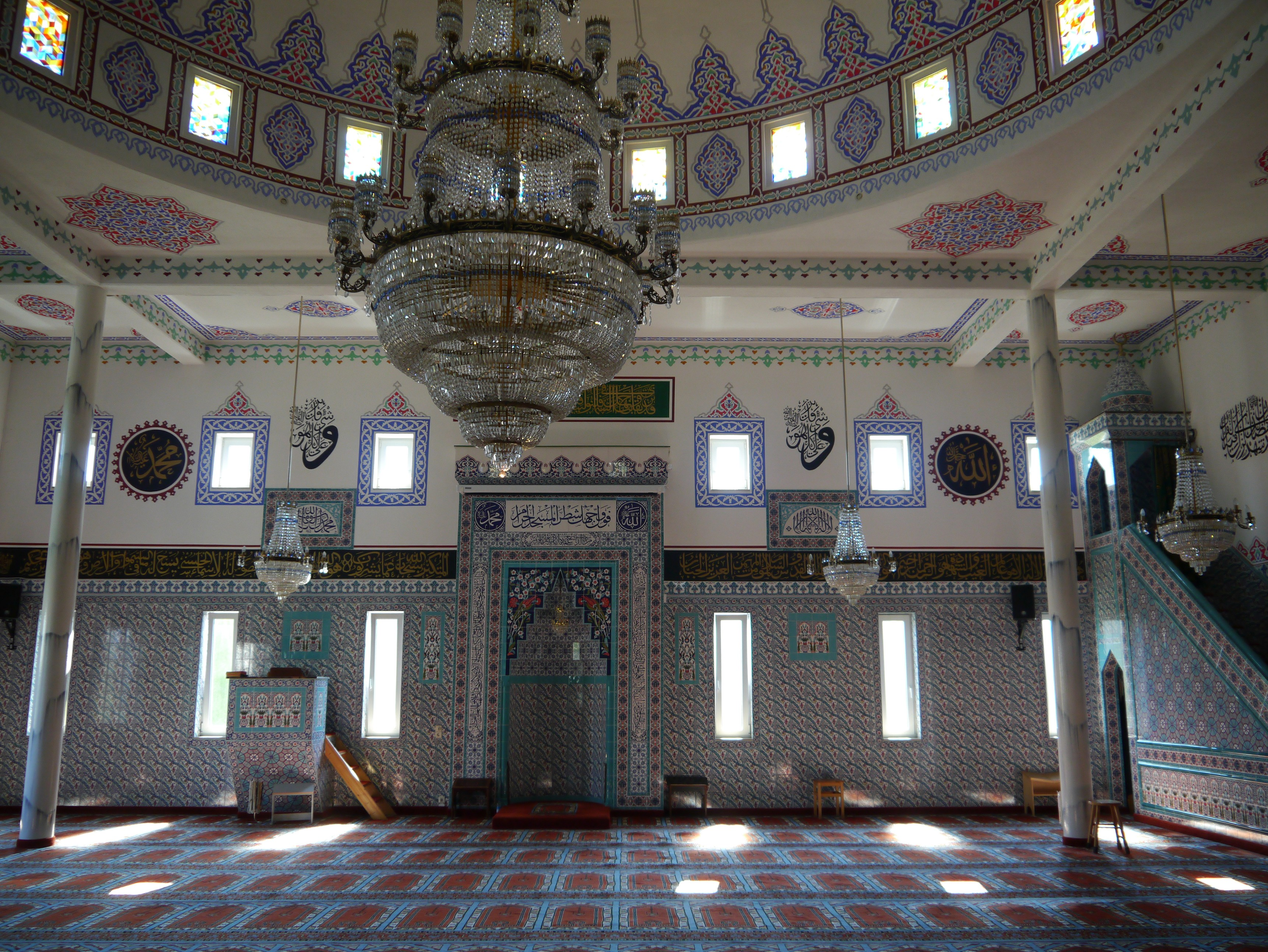
Innenraum

In Kooperation mit der Akademie der Polizei Baden-Württemberg in Freiburg werden in der Moschee seit 2006 Seminare zur interkulturellen Kompetenz für Polizisten und Mitarbeiter von Ausländerbehörden durchgeführt. Seit 2010 finden auch Blutspendeaktionen des DRK in Räumen der Moschee statt, getrennt für Frauen und Männer.